# Sykkylven
Sykkylven est une kommune de Norvège. Elle est située dans le comté de Møre og Romsdal.

## Toponymie
La municipalité (originellement le prestegjeld) a été nommé d'après le fjord de Sykkylven (vieux norrois : Síkiflir). Le premier élément "sík" qui veut dire "petit lac" ou encore "bras de mer" (référant au lac, probablement à l'origine un bras de mer de Fitjavatnet). Le dernier élément est "iflir" qui est fréquemment utilisé dans la zone de Sunnmøre dans les noms de fjords. Ça viendrait probablement du mot "viflir" ce qui veut dire "bas, humide terrain". Historiquement, le nom était écrit Søkelven. En 1889, l'orthographe a été changé pour Søkkelven. Le 3 novembre 1917, une résolution royale a changé l'orthographe du nom de la municipalité pour Sykkylven.